# Мийний засіб
Мийний засіб — поверхнево-активна речовина або суміш поверхнево-активних речовин з «очисними властивостями в розведених розчинах». У більшості контекстів побутовий термін «мийний засіб» сам по собі застосовується або конкретно до прального порошку або до засобу для миття посуду тощо, на відміну від мила для рук. Мийні засоби зазвичай доступні у вигляді порошків або розчинів.
Згідно з постановою Кабінету Міністрів України, в Україні мийним засобом є будь-яка речовина або препарат, що містить мило та/або інші поверхнево-активні речовини, призначені для прання або очищення. Мийний засіб може бути у формі рідини, порошку, пасти, бруска, плитки, таблетки тощо.

## Хімічна класифікація миючих засобів

### Мийні засоби на аніонноактивних ПАР
До аніонно-активних речовин, крім звичайних мил, відносять алкілсульфати (первинні і вторинні), алкілакрилсульфонати, алкілсульфонати.

### Катіонні мийні засоби
Катіонні мийні засоби володіють бактерицидною дією і застосовуються спільно з неіоногенними з'єднаннями як дезинфікуючі мийні засоби. Найбільш поширеними є солі четвертинних амонієвих основ та піридинові з'єднання.

## Основні застосування миючих засобів

### Рідке мильце
Рідке мило являє собою гідрофільний синтетичний мийний засіб зі злегка кислим pH

## Хімія синтетичного мийного засобу
У синтетичних мийних речовин, як і у розчинах мила, частка молекул об'єднується в агрегати-міцели. Утворення цих міцел сприяє мийному процесу через ефекти солюбілізації. Тому від співвідношення в розчині поверхнево-активних речовин у вигляді молекул і колоїдних частинок багато в чому залежить мийна здатність у цілому. У розчинах, які містять небагато колоїдних часток і багато вільних молекул, мийна здатність є низькою.
Концентрація розчинів мийних речовин, за якої молекули ПАР з теперішнього стану переходять у колоїдний, називається критичною концентрацією міцелоутворення.
Практичне значення показника критичної концентрації міцелоутворення полягає в тому, що відмивання забруднень з різних поверхонь починається тільки тоді, коли концентрація мийних речовин у розчині стане більше за критичну концентрацію міцелоутворення. Для зменшення значення критичної концентрації міцелоутворення, тобто підвищення мийної здатності розчину, додають різні солі-електроліти, такі як соду, солі фосфорної кислоти. За наявності активуючих добавок мийні речовини різної активності вирівнюються щодо мийної дії: засоби на менш активних мийних речовинах за мийною здатністю наближаються до засобів на високоактивних речовинах у разі наявності відповідних добавок. Таке загальне значення солей як добавок у мийних засобах. Але кожна група добавок має і специфічну дію.

## Ринок України
Асортимент синтетичних мийних засобів, представлених на ринку України, є дуже різноманітним, але хімічний склад їх доволі однотипний — переважну частку становлять мийні засоби на основі синтетичних аніоноактивних ПАР.
Найбільш потужним споживачем ПАР є виробництво порошкоподібних СМЗ, в яких використовуються в основному алкілбензосульфонати і алкілсульфати натрію. Потреба в таких ПАР для виробництва мийних засобів задовольняється за рахунок імпорту з Росії, Німеччини, Туреччини, Китаю та інших країн. Головним постачальником ПАР усіх розглянутих груп є Німеччина, другою групою — Росія, яка збільшує постачання аніонних і неіонних ПАВ. Незначні обсяги припадають на деякі азійські країни, такі як Корея, Китай, Тайвань.
В Україні склалась унікальна ситуація щодо випуску синтетичних мийних засобів: високе мито на ввезення готової продукції (30 %) і низьке — на ввезення сировини для їх виробництва.
Провідні позиції щодо обсягу виробництва синтетичних мийних засобів займає компанія Procter & Gamble (близько 23 %). Велика частка продукції російського виробництва — це марки MrProper, Dreft, Fairy, Ace, Lenor та ін. З українського заводу Procter & Gamble Manufacturing Ukraine (Покров, Дніпропетровська область) поставляються дешеві пральні порошки (Gala, Tide), а також туалетне мило (Shandy, Safeguard і Camay). Слідом за лідером йде компанія Henkel (США — ЄС). Через
«Henkel — Україна» з ЄС і СНД експортується широкий спектр продукції під відомими марками Persil, Rex, Perwoll, Pur, Bref, Silan, Losk. На думку експертів, Henkel займає близько 15 % ринку побутової хімії. Проте в масштабах діяльності компанії, світовий об'єм продажів якої складає $17 млрд, Україна займає не таке важливе місце, як для Procter&Gamble. Частка ринку інших компаній зарубіжних виробників, є незначною: вони поділяють між собою (залежно від регіону) 5-15 % українського ринку, та на сьогодні конкурують з найбільшими гравцями епізодично. Це, наприклад, дуже відомі в СНД торговельні марки від британської Unilever (Domestos, Cif), ізраїльської SanoBrunos (понад 15 видів очисників, дезинфекторів бачків Optima), німецької Werner&mertz (пральні, вибілювачі і очисники Frosch, Emsal). Вітчизняні торговельні марки складають лише 1-4 % ринку. Найбільш яскравим прикладом втрати українськими виробниками внутрішнього ринку може бути досвід підприємства «Вінницяпобутхім».
| Країна    | Кількість, т | Вартість, тис. у.о. | Середня ціна, у.о./т | У % до кількості до 2008 р. |
| --------- | ------------ | ------------------- | -------------------- | --------------------------- |
| Усього    | 147115       | 161619              | 1098                 | 83,9                        |
| Росія     | 83098        | 80623               | 970                  | 80,3                        |
| Польща    | 29906        | 28676               | 959                  | 97,4                        |
| Угорщина  | 7832         | 8390                | 1071                 | 90,4                        |
| Австрія   | 5924         | 8371                | 1413                 | 115,8                       |
| США       | 5814         | 16592               | 2854                 | 104,4                       |
| Болгарія  | 5294         | 4164                | 786                  | 64,0                        |
| Німеччина | 2410         | 4008                | 1663                 | 63,4                        |
| Сербія    | 1550         | 1316                | 849                  | 163,5                       |
| Чехія     | 966          | 957                 | 991                  | 81,6                        |
| Ізраїль   | 850          | 1541                | 1813                 | 66,2                        |
| Італія    | 789          | 882                 | 1118                 | 39,3                        |
| Туреччина | 298          | 332                 | 1114                 | 25,2                        |

Основні постачання синтетичних мийних засобів для роздрібної торгівлі збереглися за Росією, зокрема компаніями Benckiser (ТМ Cilit, Vanish), Uniliver (Domestos, CIF), «Невська косметика» та ін.; для Сербії — ТМ Pur; для США — продукція ТМ AMWAY.
Станом на 2012 рік в Україні виробляється менше половини необхідної кількості синтетичних мийних засобів, при тому що рівень споживання залишається одним із найвищих у Європі.
З 2010 р. споживання мийних засобів в Україні сягнуло 7,5 кг на одну людину на рік, включно з 4,9 кг порошкоподібних, 0,3 кг рідких мийних засобів і 2,3 кг мила.
З огляду на це, річна споживча ємність ринку України оцінюється в 350 тис. т, хоча 2009 р. офіційно було продано менше 50 % — лише 170 тис. тонн. Переважна більшість імпортованих мийних засобів в Україні — контрабанда.